# 일본의 버라이어티 쇼
일본의 버라이어티 쇼는 일본의 텔레비전 프로그램 장르중의 하나이다.

## 역사
일본의 1953년부터 시작된 모든 방송사가 개국과 동시에 시작했으며, NHK와 니혼TV, TBS(舊 KRT), TV 아사히(舊 NET-TV), 후지TV, TV도쿄(舊 도쿄12채널) 등의 연달아 개국했다. 1950년대 중반 이후에는 텔레비전 보급으로 증가하는 추세로 버라이어티 장르의 황금시간대에 대중문화 발전을 점차 늘어났고, 시청률이 높은 호평을 받았다. 1960년대와 1970년대 컬러 텔레비전을 등장했으며, 1990년대의 버블경제 붕괴 이후에 묘사 폰트 자막을 도입했고, 전설의 아이돌 그룹 멤버인 SMAP 양대 산맥으로 이룬 선풍적인 SMAP×SMAP의 인기를 얻었으며, 수많은 웹예능도 점차 늘어났다.

## 같이 보기
- 버라이어티 쇼